# Faraona arrosto
La faraona arrosto è una preparazione tipica della cucina piacentina. La consistenza della carne della gallina faraona è una via di mezzo fra la carne di pollo e la carne della selvaggina come il fagiano. Per una carne di consistenza ottimale non coriacea vanno utilizzate galline faraone al massimo di 8 mesi che si riconoscono dalle zampe che sono ancora chiare.
Galline faraone con le zampe scure hanno ormai passato gli otto mesi d'età e hanno carni di consistenza più coriacea. In questo caso bisogna far marinare le carni almeno una notte, in modo da rompere la durezza delle carni.

## Aromi
Gli aromi di base all'italiana sono i classici aglio, alloro, rosmarino e salvia, potendo aggiungere anche qualche bacca di ginepro o grani di coriandolo e grani di pepe verde. Varianti sono l'utilizzo di scalogno e foglie di menta. Il rosmarino serve per insaporire le patate.

Gli aromi vanno tritati oppure nel caso delle bacche e dei grani pestati grossolanamente nel mortaio ma senza ridurli in polvere.
Un'alternativa nell'uso di aromi, proviene principalmente dalla cucina indiana, dove la faraona arrosto è condita con il garam masala, che conferisce un sapore orientale totalmente diverso dal gusto italiano: la curcuma colora la gallina di un bel colore arancione, la cannella, lo zenzero, sono gli aromi che conferiscono quel diverso sapore orientale, il peperoncino infuoca la carne e copre quasi del tutto il sapore di per sé leggero della faraona.

## Preparazione

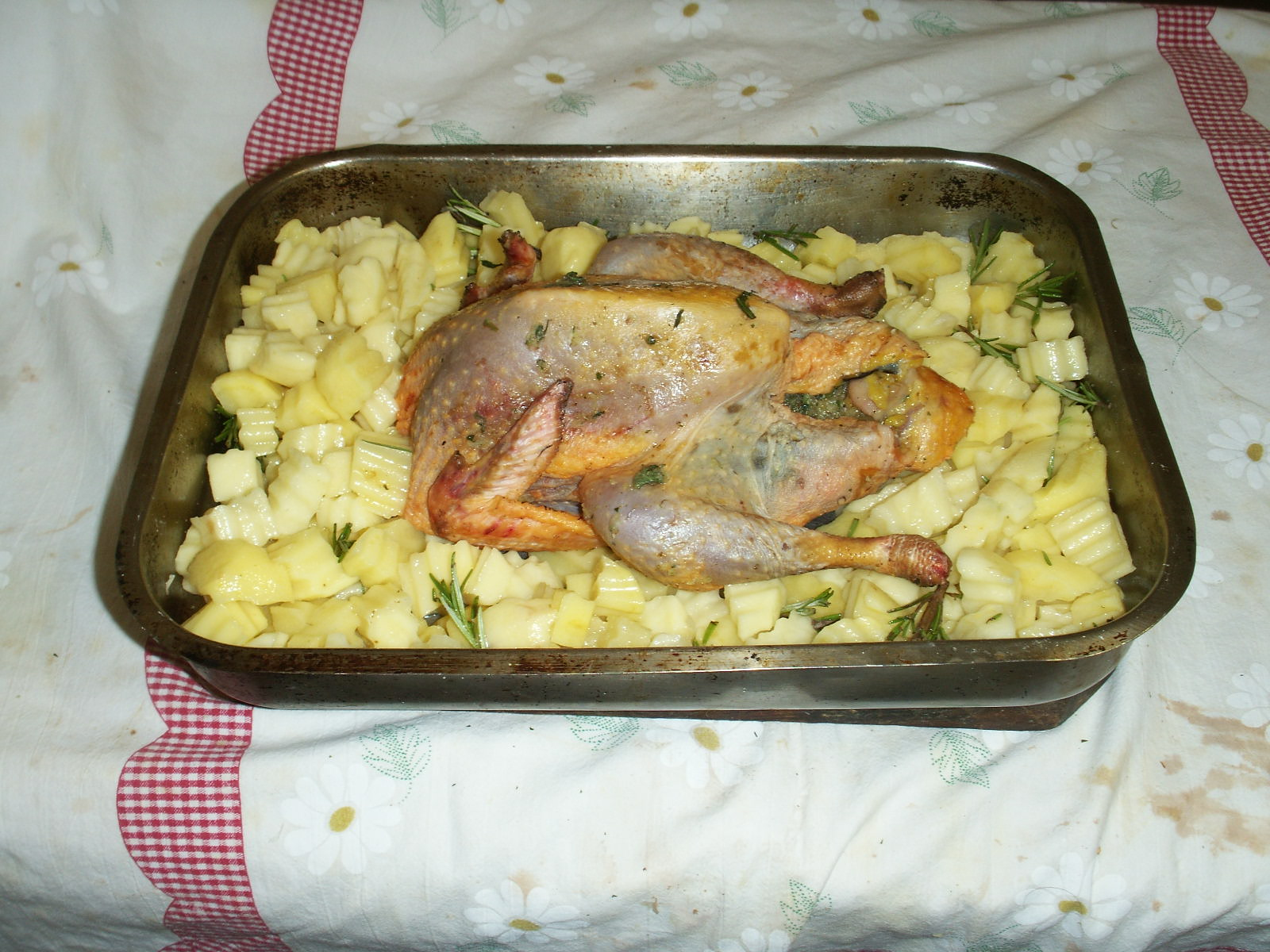
Faraona arrosto pronta per essere infornata

La preparazione è semplice, innanzitutto bisogna togliere le interiora, poi fiammeggiare nei punti dove sono rimasti dei peli e delle piume, specie intorno alle giunture delle zampe, nella punta delle ali, e nel boccone del prete (sottocoda). Poi bisogna farcire la faraona introducendo all'interno gli aromi con un cucchiaio. Aggiungere le patate, oliate e insaporite col rosmarino e sale. Infornare a 220° gradi centigradi, per 1/4 d'ora e poi a 180° finché sia cotta; ogni quarto d'ora girare la faraona.

## Marinata
La marinata si prepara con vino bianco o rosso, limone o aceto, e brodo.

## Ripieno
Nei giorni delle grandi festività la faraona si farcisce con un ripieno a base di carne trita di maiale, pancetta o salsiccia, castagne bollite, uova, formaggio e aromi, aglio prezzemolo, coriandolo.

## Abbinamento ai vini
Nebbiolo, Chianti classico, Morellino di Scansano
Sangiovese, Brunello di Montalcino.